# Ibrahim Meité
Pour les articles homonymes, voir Meité.
Ibrahim Meité (né le 18 novembre 1976) est un ancien athlète ivoirien, spécialiste du sprint.
Il est finaliste, en 38 s 82, du relais 4 × 100 m lors des Championnats du monde 1993, avec ses coéquipiers Ouattara Lagazane, Jean-Olivier Zirignon et Frank Waota. Médaillé de bronze du 4 x 100 m  aux Jeux africains de 1995 à Harare, il est médaillé d'or du relais 4 x 100 m aux Championnats d'Afrique d'athlétisme 1998 à Dakar. Il participe aux Jeux olympiques à Sydney en 2000.
Il abaisse à Narbonne en juin 1994 le record national à 20 s 64 lequel record tient 20 ans avant d'être amélioré en 2014 par Wilfried Koffi. Il détient toujours le record national du relais 4 × 100 m, en 38 s 60, avec Ahmed Douhou, Yves Sonan et Éric Pacôme N'Dri, lors des Championnats du monde 2001 à Edmonton.
À 16 ans et 277 jours, il est le plus jeune finaliste de tous les Championnats du monde d'athlétisme disputés à ce jour (relais 4 × 100 m à Stuttgart, le 22 août 1993). L'année suivante, à Lisbonne, il termine 6e de la finale du 100 m et 7e de celle du 200 m des Championnats du monde juniors, respectivement en 10 s 34 et 21 s 24.
Il est en outre le porte-drapeau de la délégation ivoirienne lors de la cérémonie d'ouverture des Jeux olympiques de 2000.